# Liste des cités fortifiées italiennes
Cette liste des cités fortifiées italiennes recense, en Italie, les villes par région qui possèdent une architecture militaire de défense (remparts, murailles, portes) datant des époques étrusque, romaine, médiévale ou Renaissance.

## Mura di...
Certains articles décrivent directement les remparts et les portes d'accès de la ville (Mura di...) en question :
- Mura di Asti,
- Mura di Arcidosso,
- Mura di Campi Bisenzio
- Mura di Ferrara,
- Mura di Fiesole,
- Mura di Firenze,
- Mura di Lucca,
- Mura di Perugia,
- Mura di Prato
- Mura di Pisa,
- Mura di Reggio Emilia,
- Mura di San Gimignano
- Mura di Siena,

## Abruzzes

### Province de L'Aquila
- Mura de L'Aquila

## Calabre
- Fortifications de Reggio de Calabre

## Campanie
- Mura di Benevento
- Mura di Napoli
- Mura di Salerno
- Caggiano

## Émilie-Romagne

### Province de Bologne
- Mura di Bologna

### Province de Ferrare
- Mura di Ferrara

### Province de Plaisance
- Plaisance

### Province de Reggio d'Émilie
- Mura di Reggio Emilia

## Frioul-Vénétie Julienne

### Province d'Udine
- Palmanova

## Latium

### Province de Rome
- Rome

### Province de Rieti
- Rieti
- Labro

### Province de Viterbe
- Viterbe

## Ligurie

### Province de Gênes
- Mura di Genova

## Lombardie

### Province de Bergame
- Mura Venete di Bergamo

### Province de Côme
- Mura di Como

### Province de Crémone
- Pizzighettone
- Soncino

### Province de Mantoue
- Sabbioneta

### Province de Milan
- Mura di Milano

## Marches

### Province d'Ancône
- Jesi
- Ostra

### Province d'Ascoli Piceno
- Ascoli Piceno
- Arquata del Tronto
- Castel di Luco
- Castel Trosino
- Mura di Ripatransone

### Province de Macerata
- Treia

### Province de Pesaro et Urbino
- Fano
- Gradara

## Ombrie

### Province de Pérouse
- Mura di Perugia
- Spello

## Piémont

### Province de Turin
- Turin (bastioni dei Giardini Reali e Murazzi del Po)

### Province de Coni
- Bastione e mura di Fossano

### Province d'Asti
- Mura di Asti

### Province d'Alexandrie
- Citadelle d'Alessandria

## Pouilles

### Province de Bari
- Conversano

### Province de Brindisi
- Ostuni
- Oria
- Brindisi

### Province de Lecce
- Lecce
- Copertino
- Galatone
- Galatina
- Gallipoli
- Nardò
- Otrante
- Tricase

## Sardaigne

### Province de Cagliari
- Cagliari

### Province de Sassari
- Sassari

## Sicile

### Province de Catane
- Catane

### Province de Messine
- Messine

### Province de Syracuse
- Syracuse
- Carlentini

## Toscane

### Province d'Arezzo
- Anghiari

### Province de Florence
- Mura di Campi Bisenzio
- Mura di Fiesole
- Mura di Firenze
- Mura di Lastra a Signa
- Mura di Malmantile
- Mura di San Casciano in Val di Pesa

### Province de Grosseto
| - Mura di Arcidosso - Mura di Batignano - Mura di Boccheggiano - Mura di Caldana - Mura di Campagnatico - Mura di Cana - Mura di Capalbio - Mura di Castel del Piano - Mura di Castiglione della Pescaia - Mura di Civitella Marittima - Mura di Cosa - Mura di Gavorrano - Mura di Gerfalco - Mura di Giglio Castello - Mura di Giuncarico - Mura di Grosseto - Mura di Istia d'Ombrone - Mura di Magliano in Toscana - Mura di Manciano - Mura di Massa Marittima - Mura di Montegiovi - Mura di Montelaterone - Mura di Montemassi - Mura di Montemerano - Mura di Montenero d'Orcia - Mura di Montepescali - Mura di Monterotondo Marittimo - Mura di Montiano | - Mura di Monticello Amiata - Mura di Montieri - Mura di Montorsaio - Mura di Montorio - Mura di Orbetello - Mura di Paganico - Mura di Pari - Mura di Pereta - Mura di Pitigliano - Mura di Porrona - Mura di Porto Ercole - Mura di Montepescali - Mura di Roccalbegna - Mura di Roccastrada - Mura di Roccatederighi - Mura di Rocchette di Fazio - Mura di Roselle - Mura di Saturnia - Mura di Scansano - Mura di Scarlino - Mura di Seggiano - Mura di Semproniano - Mura di Sorano - Mura di Sovana - Mura di Talamone - Mura di Tatti - Mura di Torniella - Mura di Travale |

### Province de Livourne
- Mura di Bibbona
- Mura di Livorno
- Mura Leopoldine (port de Livourne)
- Mura di Piombino (Mura Leonardesche)

### Province de Lucques
- Mura di Lucca
- Mura di Montecarlo à Montecarlo
- Mura di Pietrasanta

### Province de Massa-Carrara
- Mura di Fivizzano
- Mura di Massa
- Mura di Pistoia

### Province de Pise
- Mura di Cascina
- Mura di Pisa
- Mura di Volterra

### Province de Prato
- Mura di Prato

### Province de Sienne
- Mura di Buonconvento
- Monteriggioni
- Mura di San Gimignano
- Mura di Siena

## Vénétie

### Province de Belluno
- Feltre

### Province de Padoue
- Cittadella
- Este
- Monselice
- Montagnana

### Province de Trévise
- Asolo
- Castelfranco Veneto
- Oderzo
- Trévise
- Vittorio Veneto

### Province de Vérone
- Peschiera del Garda
- Soave
- Vérone (mura comunali, mura scaligere e sistema difensivo)

## Sources
- (it) Cet article est partiellement ou en totalité issu de l’article de Wikipédia en italien intitulé « Città murate italiane » (voir la liste des auteurs).